# Федкон
Федкон (енгл. FedCon; скраћено од Федерејшон конвеншон, на енгл. Federation Convention) је конвенција научне фантастике, са посебним освртом на „Звездане стазе“, која се одржава у Бону, у Немачкој. Организатор ове конвенције, немачка компанија „Федкон“, тврди да је ово највећа конвенција „Звезданих стаза“ и научне фантастике уопште у Европи. Први пут је одржана 1992. у Аугзбургу, а њен оснивач је био Дирк Бартоломе. Наредних година, конвенција се одржавала у Минхену, Бону и Фулди. Од 16. конвенције, која је поново одржана у Бону, „Федкон“ се одржава у овом граду. Ова конвенција представља лиценцирани догађај и призната је и одобрена од стране правног одељења компаније „Парамаунт пикчерс“.